# Danjo no Yūjō wa Seiritsu Suru? (Iya, Shinai!!)
Danjo no Yūjō wa Seiritsu Suru? (Iya, Shinai!!) (男女の友情は成立する？（いや、しないっ!!）?  lit. ¿Puede mantenerse la amistad entre un chico y una chica? (¡¡No, no puede!!)), también conocida como Danjoru es una serie de novelas ligeras japonesas escritas por Nana Nanana e ilustradas por Parum. Comenzó a publicarse el 9 de enero de 2021 bajo el sello Dengeki Bunko de ASCII Media Works, y hasta el momento se han lanzado once volúmenes. Una adaptación a manga ilustrada por Kamelie se serializa en la revista de manga Gekkan Dengeki Daioh de ASCII Media Works desde el 27 de agosto de 2021, con sus capítulos recopilados en cinco volúmenes tankōbon hasta el momento. Una adaptación de la serie al anime de J.C.Staff se estrenó el 4 de abril de 2025.

## Argumento
Himari Inuzuka, una chica que aún no se ha enamorado por primera vez, y Yuu Natsume, un chico de plantas amante de las flores, se hicieron amigos. Dos años después de eso, todavía eran "mejores amigos", pero cuando Yuu se reunió con su primera pareja amorosa..., ¿la relación entre Himari y Yuu cambió...?

## Personajes
Yuu Natsume (夏目 悠宇 Natsume Yuu?)
 Seiyū: Koichi Kamiki (audio drama), Kikunosuke Toya (anime)
Himari Inuzuka (犬塚 日葵 Inuzuka Himari?)
 Seiyū: Tomomi Mineuchi (audio drama), Sayumi Suzushiro (anime)
Rinne Enomoto (榎本凛音 Enomoto Rinne?)
 Seiyū: Yuka Nukui
Shinji Makishima (真木島 慎司 Makishima Shinji?)
 Seiyū: Kō Bonkobara
Hibari Inuzuka (犬塚 雲雀 Inuzuka Hibari?)
 Seiyū: Masaaki Mizunaka
Sakura Natsume (夏目 咲良 Natsume Sakura?)
 Seiyū: Hisako Kanemoto

## Contenido de la obra

### Novela ligera
Danjo no Yūjō wa Seiritsu Suru? (Iya, Shinai!!) es escrito por Nana Nanana e ilustrado por Parum. Comenzó a publicarse bajo el sello Dengeki Bunko de ASCII Media Works el 9 de enero de 2021, y hasta el momento se han publicado once volúmenes.
| Volúmenes de novelas ligeras publicadas | Volúmenes de novelas ligeras publicadas | Volúmenes de novelas ligeras publicadas |
| Número                                  | Fecha de publicación                    | ISBN                                    |
| --------------------------------------- | --------------------------------------- | --------------------------------------- |
| 1                                       | 9 de enero de 2021                      | ISBN 978-4-04-913372-1                  |
| 2                                       | 9 de abril de 2021                      | ISBN 978-4-04-913735-4                  |
| 3                                       | 6 de agosto de 2021                     | ISBN 978-4-04-913832-0                  |
| 4a                                      | 10 de diciembre de 2021                 | ISBN 978-4-04-914032-3                  |
| 4b                                      | 10 de marzo de 2022                     | ISBN 978-4-04-914228-0                  |
| 5                                       | 10 de agosto de 2022                    | ISBN 978-4-04-914454-3                  |
| 6                                       | 7 de enero de 2023                      | ISBN 978-4-04-914579-3                  |
| 7                                       | 10 de agosto de 2023                    | ISBN 978-4-04-914868-8                  |
| 8                                       | 10 de abril de 2024                     | ISBN 978-4-04-915134-3                  |
| 9                                       | 9 de agosto de 2024                     | ISBN 978-4-04-915703-1                  |
| 10                                      | 10 de diciembre de 2024                 | ISBN 978-4-04-916089-5                  |
| 11                                      | 10 de abril de 2025                     | ISBN 978-4-04-916236-3                  |
| SS1                                     | 10 de mayo de 2025                      | ISBN 978-4-04-916237-0                  |
| SS2                                     | 10 de junio de 2025                     | ISBN 978-4-04-916238-7                  |

### Manga
Una adaptación de manga ilustrada por Kamelie comenzó a serializarse en la revista Gekkan Dengeki Daioh de ASCII Media Works el 27 de agosto de 2021. El primer volumen tankōbon se publicó el 9 de mayo de 2022, y hasta el momento se han publicado cinco volúmenes.
| Volúmenes de novelas ligeras publicadas | Volúmenes de novelas ligeras publicadas | Volúmenes de novelas ligeras publicadas |
| Número                                  | Fecha de publicación                    | ISBN                                    |
| --------------------------------------- | --------------------------------------- | --------------------------------------- |
| 1                                       | 9 de mayo de 2022                       | ISBN 978-4-04-914434-5                  |
| 2                                       | 10 de marzo de 2023                     | ISBN 978-4-04-914960-9                  |
| 3                                       | 8 de diciembre de 2023                  | ISBN 978-4-04-915402-3                  |
| 4                                       | 27 de noviembre de 2024                 | ISBN 978-4-04-916066-6                  |
| 5                                       | 27 de junio de 2025                     | ISBN 978-4-04-916451-0                  |

### Anime
En agosto de 2022, se anunció que la serie recibiría una adaptación al anime. Más tarde se reveló que sería una serie de televisión que será producida por J.C.Staff y dirigida por Yōhei Suzuki, con guiones escritos por Nozu Yaemori, personajes diseñados por Natsuki Ōyama y música compuesta por Jun Ichikawa. Se estrenó el 4 de abril de 2025 en Tokyo MX y otros canales. El tema de apertura es "Shitsumon, Koitte Nandeshō ka?" de HoneyWorks con HaKoniwalily, mientras que el tema de cierre es "Dear My Soleil" de Hina Tachibana. Crunchyroll obtuvo la licencia de la serie en América del Norte, América Central, América del Sur, Europa, África, Oceanía, Oriente Medio, CEI, el Subcontinente Indio y Sudeste Asiático. Plus Media Networks Asia obtuvo la licencia de la serie en el Sudeste Asiático y la transmite en Aniplus Asia.

## Recepción
A partir de agosto de 2022, la serie tiene más de 200 mil copias en circulación.